# Новониколаевка (Уярский район)
Новониколаевка — деревня в  Уярском районе Красноярского края  в составе Толстихинского сельсовета.

## География
Находится примерно на расстоянии 19 километров по прямой на юг-юго-восток от районного центра города Уяр.

## Климат
Климат резко континентальный. Среднемесячная температура воздуха июля составляет+19°С, а самого холодного месяца – января -16°С. Средняя продолжительность безморозного периода – 120 дней, с температурой + 10º С – 114 дней, средняя дата последнего заморозка – весной 22 июня, первого, осенью – 20 сентября. Продолжительность безморозного периода 95-116 дней. Среднегодовая температура 0,5—-1,9 °С. Годовая сумма осадков составляет до 430—680 см, причем большая часть их выпадает в теплый период года.

## Население
| 2010 |
| ---- |
| 77   |

Постоянное население составляло 124 человека в 2002 году (90% русские),  77 в 2010.